# Easter Is Cancelled
| Recensione      | Giudizio |
| --------------- | -------- |
| All Music       |          |
| Classic Rock    |          |
| Under the Radar |          |
| Sputnikmusic    |          |
| Kerrang         |          |

Easter Is Cancelled è il sesto album in studio del gruppo musicale hard and heavy britannico The Darkness, pubblicato il 4 ottobre 2019. L'album è prodotto dalla Cooking Vinyl.
Il 9 agosto viene pubblicato il primo singolo, Rock and roll Deserves to Die, seguito il 16 agosto da Heart Explodes. Il 27 settembre viene pubblicato il terzo singolo, Easter Is Cancelled.

## Contesto
Il 4 aprile 2019 la band annuncia la pubblicazione del nuovo album dal titolo "Easter Is Cancelled" attraverso un comunicato stampa:
Il 9 agosto viene pubblicato il primo singolo Rock and Roll Deserves to Die. Secondo il bassista Frankie Poullain: “molte band hanno rinunciato ai loro doveri. Il rock and roll è così uniforme ora. Tutti vestono allo stesso modo, sembrano uguali, suonano allo stesso modo. È patetico. Merita di morire. Uccidiamo il cliché. Rompiamo il crocifisso. Questo è in parte ciò di cui parla l'album.".
Il 16 agosto viene pubblicato il secondo singolo Heart Explodes, che secondo Justin Hawkins, tratta "la disperazione del cambiamento. Dover rivalutare la tua vita e ciò a cui ti stai aggrappando. È come quella sensazione quando vuoi solo fare una nuotata e andare avanti. Volendo essere avvolto da qualcosa che ti trascinerà gradualmente".
Il 27 settembre viene pubblicato Easter Is Cancelled, terzo singolo. Per quanto riguarda la creazione del brano il batterista Rufus "Tiger" Taylor, afferma: "Questa è stata l'ultima canzone che abbiamo scritto per l'album. Ne avevamo bisogno velocemente. Questa sfida è stata affidata a Dan e me. Abbiamo fatto una giornata di jam. È stata una di quelle cose in cui ci siamo appena seduti e sbattuti: la prima cosa che abbiamo suonato è diventata le prime quattro battute della canzone finita".

## Copertina
La copertina dell'album raffigura i membri della band nell'atto di torturare alcuni soldati romani spogliati delle loro armature mentre un forzuto Gesù, interpretato da Justin, si libera dalla croce. Hawkins interpreta questa rappresentazione come il tentativo di fuggire dai legami della crocifissione. La copertina, considerata troppo offensiva per la religione cattolica, è stata bandita da alcune piattaforme, ma il gruppo come risposta ha presentato nel video del singolo Easter Is Cancelled una versione pixelata.

## Titolo
Il frontman della band, Justin Hawkins, in un'intervista con Greg Prato di Songfacts, parlando del titolo "Easter Is Cancelled"
For me, that's an ideal starting point for the album title discussion," he continued. "Up till then, 'Rock And Roll Deserves To Die' was a potential album title, but it was a bit negative. 'Easter Is Cancelled', in a way, is positive — there's no need for the crucifixion. Which leads into a bit of the multiverse theory that everyone loves at the moment — especially me. It's one of my favorite things, the idea that there is a universe where I don't feel like slitting my wrists when I can't get the heating to work and I'm freezing my nuts off. In an alternative universe, there is a tank full of oil just waiting to permeate up through the floorboards and make me feel good about my life. So, that's what keeps me going: that somewhere, on another frequency or plane, life isn't shit.»
Per me questo era un buon punto di partenza per decidere il titolo del nuovo disco. ‘Rock and Roll Deserves to Die’ aveva del potenziale come alternativa, ma suonava un po’ negativo. ‘Easter Is Cancelled’ suona già più positivo in qualche modo, come a dire che non c’è bisogno di nessuna crocifissione. Il che porta a pensare alla teoria del multiverso che va molto in questo periodo. E’ un argomento che mi affascina. In un universo alternativo potrebbe esserci una gran quantità di petrolio pronta a uscire dal terreno e mettermi a posto per tutta la vita. Insomma, con questa nuova teoria mi piace pensare che magari, in un altro universo, la vita non è così una merda.»

## Accoglienza
Secondo le valutazioni dell'aggregatore Metacritic, l'album ha ricevuto una valutazione di 70 su 100 basato su 6 recensioni quindi una valutazione "generalmente favorevole". La rivista Classic Rock Magazine ha assegnato un punteggio di 4 su 5 e parlando dell'album: "ogni traccia vi pungerà le orecchie. La Pasqua potrebbe essere cancellata, ma per gli appassionati di rock il Natale è arrivato presto". Parere favorevole anche per Neil Z. Yeung che nella recensione su All Music assegna una valutazione di 3,5 su 5 scrivendo: "è un'evoluzione impennata e melodica dei The Darkness, un nuovo passo nella maturazione che conserva il loro spirito campy, amante del divertimento senza tutto il malcostume e la sporcizia". Sulla rivista britannica Mojo il disco viene valutato sufficiente "Anche se la breve ballata Deck Deck è una scenetta troppo lontana qui, c'è una grande canzone pop-bubblegum che si fa strada attraverso l'esploso teatrale di Heavy Metal Lover, mentre la sciocca canzone di ringraziamento della chitarra We Are The Guitar Men è un virtuosico grido."
Under the radar assegna una valutazione meno che sufficiente, 5,5 su 10: "Non è un gran bel disco in ogni caso, ma è un gran divertimento e dovrebbe servire come una grande scusa per portarli di nuovo in viaggio e in un ambiente dal vivo dove eccelle la loro stupidità".

## Tracce
Le tracce dell'album:
1. Rock and Roll Deserves to Die – 5:25
2. How Can I Lose Your Love – 3:03
3. Live ‘Til I Die – 3:32
4. Heart Explodes – 3:48
5. Deck Chair – 2:24
6. Easter Is Cancelled – 4:18
7. Heavy Metal Lover – 4:41
8. In Another Life – 4:01
9. Choke on It [Explicit] – 3:21
10. We Are the Guitar Men – 4:22

### Deluxe edition
1. Laylow – 3:23
2. Different Eyes – 2:52
3. Confirmation Bias – 4:36
4. Sutton Hoo – 3:28

## Classifiche
| Classifiche (2019)                         | Posizione Massima |
| ------------------------------------------ | ----------------- |
| Australian Albums (ARIA)                   | 22                |
| German Albums (Offizielle Deutsche Charts) | 60                |
| Irish Albums (IRMA)                        | 31                |
| Italian Albums (FIMI)                      | 90                |
| Spanish Albums (PROMUSICAE)                | 48                |
| Swiss Albums (Schweizer Hitparade)         | 79                |
| UK Albums (OCC)                            | 10                |
| UK Rock & Metal Albums (OCC)               | 1                 |

## Formazione
- Justin Hawkins – voce, chitarra, tastiera
- Daniel Hawkins – chitarra
- Frankie Poullain – basso
- Rufus Taylor – batteria